# François Marie Garnier de Kérigant
 (octobre 2023).
François Marie Garnier de Kérigant, né le 16 avril 1762 à  Quintin et mort le 25 mai 1824 au Bodéo (Côtes-d'Armor), est un officier français de la Chouannerie pendant la Révolution française.

## Biographie
François Marie Garnier de Kérigant est le fils de François Garnier de Kérigant, sieur de Kérigant, et de Marguerite Surcouf, deuxième sœur du père de Robert Surcouf, donc sa tante. Il épouse le 5 juillet 1788 Élisabeth Olive Le Texier de Boscenit, fille de Gabriel Le Texier de Boscenit, seigneur de la paroisse de Saint-Gilles-du-Mené, dont la sœur aînée Louise Marie Anne Le Texier de Boscenit avait épousé leur cousin Guillaume Le Gris du Val. Les deux chefs chouans deviennent ainsi beaux-frères.
La famille Garnier était originaire des environ de Moncontour, dont le nom apparaît déjà au IXe siècle et s'adonnait au commerce des toiles depuis le XVe siècle.
Après son mariage, François Marie vint avec son épouse s'installer au manoir de Kérigant, situé sur les rives de l'Oust, près de la forêt de Lorges à proximité de Quintin, Uzel et Corlay.
Il est un lieutenant de Boishardy.